# Informatiebureau van het Nederlandse Rode Kruis
Bij Koninklijk Besluit van 2 april 1909 werd aan het Nederlandse Rode Kruis opgedragen om voorbereidingen te treffen voor een informatiebureau dat in geval van oorlog inlichtingen zou kunnen verstrekken over zieke en gewonde militairen. Het Rode Kruis zou bij mobilisatie dit informatiebureau activeren.
In 1914, bij het uitbreken van de Eerste Wereldoorlog, werd dit informatiebureau opgezet. Het speelde een belangrijke rol bij de opvang van vluchtelingen uit België en krijgsgevangenen. Na de oorlog werden de werkzaamheden weer langzaam afgebouwd.
Bij de mobilisatie in 1939 werd het Informatiebureau opnieuw actief. In de meidagen van 1940 speelde het een rol bij de informatieverstrekking aan familieleden over gewonde en gesneuvelde militairen. Na de Tweede Wereldoorlog speelde het Informatiebureau een rol in het opsporen van vermiste personen tijdens de Tweede Wereldoorlog. Het Rode Kruis was in eerste instantie niet de enige organisatie die zich bezighield met deze taak.
Eind 1946 besloot het ministerie van Sociale Zaken tot centralisatie van de opsporingswerkzaamheden. In het Informatiebureau werden het Gemeentelijk Inlichtingenbureau voor Joden, het Informatie Werk van de Nederlandse Israëlitische Gemeente in Utrecht, het Afwikkelingsbureau Concentratiekampen en verschillende Amsterdamse bureaus opgenomen. Om deze taak uit te voeren verzamelde het Informatiebureau originele documenten, bijvoorbeeld uit de administratie van Kamp Westerbork en Kamp Amersfoort. Deze archiefstukken dienen vanaf de jaren zestig voor de verificatie van diverse claims.